# Республика Македония на «Евровидении-1998»
Республика Македония дебютировала на конкурсе Евровидение-1998, который проходил 9 мая в Бирмингеме, Великобритания. Страну представлял певец и сонграйтер Владо Яневски с песней Не зори, зоро ("Рассвет, не наступай"), написанной им в соавторстве с композитором Григором Копровым. По итогам голосования Македония заняла 19-е место из 25, набрав 16 очков. Данный результат привёл к понижению страны в рейтинге и её вылету из состава участников Евровидения-1999. Поэтому, Не зори, зоро стала предшественницей македонской заявки на Евровидение-2000 Сто посто те љубам в исполнении группы XXL. Конкурс был показан Македонским радио и телевидением на канале МТВ 3 с комментариями Миланки Рашик. Глашатаем, объявлявшим очки Македонии, была Евгения Теодосиевска.

## Предыстория
Хотя участие Республики Македония на Евровидение официально состоялось в 1998 году, до этого момента они попытались дебютировать дважды. В 1995 году планировалось отправить на конкурс певицу Каролину Гочеву. Однако Европейский вещательный союз отклонил македонскую заявку, поскольку Каролине было всего пятнадцать лет, и она не достигла шестнадцатилетнего возраста, позволяющего участвовать. В 1996 году Македония принимала участие в аудиоотборе, установленном ЕВС для квалификации стран-участниц. Однако песня Само ти в исполнении Калиопи оказалась одной из семи, занявших последнее место, и не прозвучала на финальном концерте в Осло. Поэтому официальный дебют страны состоялся лишь в 1998 году. Помимо этого, Македония была единственной из республик Югославии, кто ни разу не отправлял своих представителей на Евровидение от СФРЮ.

## До «Евровидения»

### Skopje Fest 1998
Македонский национальный финал под названием Skopje Fest состоялся 7 марта 1998 года в Универсальном зале Скопье. Ведущими были Александар Деловски и Миланка Рашик. Двадцать песен прозвучало на национальном отборе, а победитель определялся только голосами телезрителей. В отличие от предыдущего отбора 1996 года, когда результаты выстраивались путём комбинации голосов жюри и телезрителей. Помимо этого, все песни звучали в сопровождении большого оркестра МРТ.
| Порядковый номер | Исполнитель                     | Название песни                | Автор(ы)                             | Очки   | Место |
| ---------------- | ------------------------------- | ----------------------------- | ------------------------------------ | ------ | ----- |
| 1                | Таня Царовска                   | Преку морето                  | Таня Царовска                        | 1,339  | 12    |
| 2                | Калиопи                         | Не заборавај                  | Калиопи, Ромео Грилл                 | 3,834  | 9     |
| 3                | Моника Соколовска               | Сон                           | Петар Георгиев-Калица                | 862    | 15    |
| 4                | Тоше Проески и Megatim Plus     | Остани до крај                | Кристиан Габровски, Хари Котларовски | 4,210  | 8     |
| 5                | Таня, Лидия и Зорица Панчич     | Дај ми причина да се разбудам | Зорица Панчич, Игор Цветковски       | 2,459  | 11    |
| 6                | Сашо Гигов-Гиш                  | Самовилска свадба             | Йордан Данаиловски, Григор Копров    | 34,774 | 2     |
| 7                | Искра Трпева и Гранит           | Не барај ме                   | Любомир Браголица                    | 681    | 20    |
| 8                | Ристо Самарджиев                | Не верувам                    | Ристо Самарджиев                     | 8,866  | 5     |
| 9                | Дуле и Коки                     | Дај ми шанса                  | Миодраг Врчаковски, Григор Копров    | 23,615 | 3     |
| 10               | Биляна Додева                   | Кој си ти                     | Лиляна Василева, Биляна Додева       | 828    | 16    |
| 11               | Пеце Огненов и Андрияна Яневска | Те сакам бескрајно            | Андрияна Яневска                     | 1,100  | 13    |
| 12               | Duo Maratov                     | Без тебе                      | Благой Моротов                       | 764    | 17    |
| 13               | Intervali                       | Љубовта нема граници          | Борис Гавриловски                    | 694    | 19    |
| 14               | Майя Гроздановска и Бумеранг    | Камелеон                      | Методи Иванов                        | 3,319  | 10    |
| 15               | Марьян Нечак                    | Андреа                        | Марьян Нечак                         | 725    | 18    |
| 16               | Сузана Спасовска                | Опомена                       | Бошко Смакоски, Ванчо Димитров       | 5,441  | 6     |
| 17               | Майя Вукичевич                  | Број до десет                 | Александар Митевски, Стефче Чрчев    | 908    | 14    |
| 18               | Владо Яневски                   | Не зори, зоро                 | Владо Яневски, Григор Копров         | 38,642 | 1     |
| 19               | Каролина Гочева                 | Украдени ноќи                 | Миодраг Врчаковски, Кире Костов      | 10,454 | 4     |
| 20               | Мичо Атанасиу                   | Пари пари                     | Владимир Петровски, Мичо Атанасиу    | 4,453  | 7     |

## На «Евровидении»
Согласно правилам конкурса Евровидение-1998 к участию допускаются страна-победительница прошлого выпуска, 18 стран, имеющих высокий средний балл по итогам прошлых пяти конкурсов и те страны, которые не участвовали в предыдущем выпуске, но транслировали его. Поскольку Македония не принимала участие в Евровидение-1997, но транслировала его, то она была допущена к участию в 1998 году. Перед началом конкурса Би-би-си сообщила, что букмекеры поставили македонскую заявку на 25-е (последнее) место из 25, наряду с Венгрией и Турцией. Владо Яневски выступал под номером 25, сразу после Турции, закрыв, тем самым, конкурсную программу. Поддержку Владо оказывали на сцене гитарист и два бэк-вокалиста, одетые в национальные костюмы. По итогам голосования Македония заняла 19-е место из 25, набрав 16 очков. Таким образом, букмекерская ставка не оправдалась. В 1997 году была введена система телеголосования на Евровидении. Страна впервые использовала новую процедуру телеголосования, апробированную годом ранее. 12 очков македонские зрители присудили Хорватии. Дирижёром оркестра от Македонии был Александар Джамбазов.
По состоянию на 2024 год Не зори, зоро является последней заявкой на Евровидение, сопровождаемой оркестром. С 1999 года оркестр был убран и с тех пор все заявки исполняются под минусовую фонограмму.

### Голосование
| Очки      | Страна               |
| --------- | -------------------- |
| 12 баллов |                      |
| 10 баллов |                      |
| 8 баллов  |                      |
| 7 баллов  |                      |
| 6 баллов  | - Хорватия           |
| 5 баллов  |                      |
| 4 балла   | - Словения           |
| 3 балла   | - Румыния - Словакия |
| 2 балла   |                      |
| 1 балл    |                      |

| Очки      | Страна         |
| --------- | -------------- |
| 12 баллов | Хорватия       |
| 10 баллов | Великобритания |
| 8 баллов  | Израиль        |
| 7 баллов  | Ирландия       |
| 6 баллов  | Бельгия        |
| 5 баллов  | Турция         |
| 4 балла   | Португалия     |
| 3 балла   | Нидерланды     |
| 2 балла   | Франция        |
| 1 балл    | Финляндия      |